# اس‌ام یوسی-۵۳
اس‌ام یوسی-۵۳ (به انگلیسی: SM UC-53) یک زیردریایی است که طول آن ۱۷۲ فوت ۱۱ اینچ (۵۲٫۷۱ متر) می‌باشد. این زیردریایی در سال ۱۹۱۷ ساخته شد.